# Latastia taylori
Espèce
Latastia taylori est une espèce de sauriens de la famille des Lacertidae.

## Répartition
Cette espèce est endémique de Somalie.

## Étymologie
Cette espèce est nommée en l'honneur du capitaine R. H. R. Taylor.

## Publication originale
- Parker, 1942 : The lizards of British Somaliland. Bulletin of the Museum of Comparative Zoology Harvard, vol. 91, no 1, p. 1–101 (texte intégral).